# Prokimen
Prokimen (rusky проки́мен, řecky προκείμενον – doslovně „ležící vpředu“) je několikrát opakovaná píseň v pravoslavné liturgii.

## Charakteristika
Prokimen sestává nejčastěji z jednoho žalmového verše, ačkoli existují i prokimeny převzaté z evangelia, apoštoláře nebo i apokryfních textů. Každému z opakování předchází verš v méně slavnostním provedení. Provádí se před čtením Skutků apoštolů, evangelia či parémií a slouží jako „předmluva“ k tomuto čtení. Skládá se z verše, v pravém smyslu nazývaným „prokimen“ (zpívá se) a jednoho (nebo více – při nedělní večerní a v případech velkých prokimenů) „verše“ (obvykle se čte), který předchází opakování prokimenu.
Schematické znázornění prokimenu:
- Předčítač (nebo diákon) čte (něky též zpívá) první verš,
- sbor zpívá (ideálně opakuje s melodií) první verš (ten je vlastním prokimenem v pravém smyslu),
- předčítač (nebo diákon) čte (někdy též zpívá) druhý (třetí, čtvrtý) verš,
- sbor zpívá první verš,
- předčítač (nebo diákon) čte první polovinu prvního verše,
- sbor zpívá druhou polovinu prvního verše.

## Každodenní večerní prokimeny
Při večerní se prokimen zpívá po písni Světlo tiché a jeho účelem je předznamenání čtení parémií. I když se parémie při večerní bohoslužbě nečtou vždy, prokimen se nevypouští nikdy. Večerní prokimen je definován pro každý den v týdnu a nemění se v závislosti na svátcích či pamětních dnech světců (s určitými výjimkami). Prokimeny při večerní každého dne v týdnu jsou následující (což značí, že liturgický den začíná již večerní bohoslužbou, a proto se pondělní jitřní zahajuje již v neděli večer, úterní v pondělí atd.):
- neděle: „Госпо́дь воцари́ся, в ле́поту облече́ся“ / „Hospodin kraluje, oděn jest velebností“ (Ž 92)
- pondělí: „Се ны́не благослови́те Го́спода, вси раби́ Госпо́дни“ (Ž 133)
- úterý: „Госпо́дь услы́шит мя, внегда́ воззва́ти ми к Нему́“ (Ž 4)
- středa: „Ми́лость Твоя́, Го́споди, пожене́т мя вся дни живота́ моего́“ (Ž 22)
- čtvrtek: „Бо́же, во и́мя Твое́ спаси́ мя и в си́ле Твое́й суди́ ми“ (Ž 53)
- pátek: „По́мощь моя́ от Го́спода, сотво́ршаго не́бо и зе́млю“ (Ž 120)
- sobota: „Бо́же, Засту́пник мой еси́ Ты, и ми́лость Твоя́ предвари́т мя“ (Ž 58)